# ミハイル・ショーロホフ
ミハイル・アレクサンドロヴィチ・ショーロホフ（ロシア語: Михаил Александрович Шолохов, ラテン文字転写: Mikhail Aleksandrovich Sholokhov, 1905年5月24日〈当時ロシアで用いられていたユリウス暦では5月11日〉- 1984年2月21日）はロシアの小説家である。レフ・トルストイにつながるロシア文学の伝統を受け継ぎ、ソビエト文学を代表する作家としての地位を占めている。
南ロシアのドン河畔コサックの村に生まれ、ロシア革命前後の当地に取材した作品を描いた。『静かなドン』は、ドン地方の革命と熾烈な階級闘争、過酷な個人の運命を描き上げた傑作。ほかに、『開かれた処女地』『るり色の曠野』などがある。

## 生涯
南ロシア・ドン地方のドン川河畔にあるコサックの村、ビョーシェンスカヤの商人の家庭に出生。15世紀から自治と自由を守り続けたコサック社会に強い影響を受けて育った。中学校在学中にロシア革命が起こり、赤衛軍に加わり革命委員会の食糧調達係としてドン地方を転戦。その体験を文学作品として表現するために作家になろうと決意した。モスクワに出て、石工や人夫などとして働くかたわら文学の勉強をし、1924年『ほくろ』で文壇にデビュー。その後、短編集『ドン物語』と『るり色の曠野』を刊行し、作家としての地位を確立した。
1925年、ドンに帰郷後はほとんどこの地を離れずに創作活動を続け、ロシア革命前後を背景にコサック社会の移り変わりを雄大なスケールで描いた代表作の4部大長編『静かなドン』（露: Тихий Дон）の執筆に専念（1925年 - 1940年）。描写が中立的なため、発表当時にはソ連内で政治的曖昧さを指摘されつつも、1941年の第1回スターリン賞（文学部門）を受賞。世界的な名声を獲得した。同作はソビエト文学の最高傑作のひとつといわれる。また、この長編と並行して、農業集団化政策の実行過程で、さまざまな矛盾と困難をはらみつつ進行する1930年代の農村の改造を主題とした長編『開かれた処女地』（露: Поднятая целина）を書き、第1部を1932年に発表、第二次世界大戦中の中断を経て第2部は1960年に完結。ほかに長編『彼ら祖国のために戦えり』（未完）、戦争によって何もかも失った兵士の人生を描いた短編『人間の運命』（露: Судьба человека）や『子馬』などがある。
第二次世界大戦中は従軍作家として前線に行き、『プラウダ』紙などに多数のルポルタージュを発表した。さらにナチスの残虐さを描いた短編『憎しみの科学』を発表。1937年に最高会議代議員に選ばれ、1939年からソ連科学アカデミー会員。1965年にはノーベル文学賞を受けた。ショーロホフはこれらの受賞で得た賞金を使って地元に学校を建て、1966年には日本訪問も行った。
1969年以降は著作活動をほぼ休止し、ビョーシェンスカヤに住み続けた。ただ、1973年にはソ連共産党宣伝部の第一副部長だったアレクサンドル・ヤコブレフが行ったロシアナショナリズム批判に対する強い反論者の一人となり、結果としてヤコブレフを駐カナダ大使へと左遷させることになった。
そのヤコブレフが理論面で活躍することになるペレストロイカ政策を行ったミハイル・ゴルバチョフ政権が登場する前年の1984年、咽頭がんにより死去。その年のうちに、ビョーシェンスカヤの町を含む地区名が「ビョーシェンスカヤ」から彼の名「ショーロホフ」に変えられ、1991年のソビエト連邦の崩壊でこの地域がロシア連邦となった後も使い続けられている。

## 日本語訳
- 静かなるドン 外村史郎訳、鉄塔書院、1931年
- ひらかれた処女地 上田進訳、ナウカ社、1933年 - 1934年
- 静かなドン 上田進訳、ナウカ社、1935年
- 開かれた処女地 米川正夫訳、三笠書房、1935年、のち角川文庫 全4巻
- 静かなるドン 全8巻 樹下節・江川卓訳、角川文庫、1955年 - 1958年
- 静かなドン 全8巻 横田瑞穂訳、河出文庫、1956年、岩波文庫 1959年、復刊1988年、2001年ほか
  - 別版「世界文学全集 36・37 ショーロホフ」河出書房新社、1966年 ほか
- 開かれた処女地　樹下節訳、青木書店、1956年
- 祖国のために 昇曙夢訳、角川文庫、1956年
- 静かなドン 原久一郎・原卓也訳、新潮社「現代世界文学全集」1954年、新版「世界文学全集」（各・全3巻）。のち新潮文庫 全8巻
- ひらかれた処女地 横田瑞穂訳、岩波文庫 全4巻、1957年
- 開かれた処女地 原卓也訳、「世界文学全集」新潮社 1958年、新潮文庫、1960年
- 人間の運命 米川正夫・漆原隆子訳、角川文庫、1960年、改版2008年
- 静かなドン 水野忠夫訳、全3巻 中央公論社 新集 世界の文学、1970年
- でしゃばりっ子 宮川やすえ訳、旺文社、1970年
- ひらかれた処女地 井上満訳、筑摩書房、1978年
- ショーロホフ短編集 小野理子訳、光和堂、1981年